# 豊田ひろ子
豊田 ひろ子（とよだ ひろこ、1963年 - ）は、日本の教育学者、言語学者。東京工科大学教授。博士（言語教育学）。

## 人物・経歴
1963年生まれ。
1987年に上智大学外国語学部英語学科卒業後、1990年に同大学大学院外国語学研究科修士課程を修了する。
1995年にトロント大学大学院教育学研究科博士課程修了後、杏林大学大学院国際協力研究科及び社会科学部専任講師となる。
1999年に同大学社会科学部及び総合政策学部助教授、2004年に同大学外国語学部助教授を歴任し、同大学外国語学部外国語学科教授となった。
2010年現在、東京工科大学メディア学部教授。
専門分野は、言語教育学、児童英語教育、バイリンガリズムで、ベネッセコーポレーションによる幼児対象英語教材の「Worldwide Kids English」監修を務めている。
趣味は、美術鑑賞、映画鑑賞、フィットネス。

## 略歴
- 1987年 上智大学外国語学部英語学科卒業
- 1990年 上智大学大学院外国語学研究科修士課程修了
- 1995年 トロント大学大学院教育学研究科博士課程修了。杏林大学大学院国際協力研究科専任講師、同社会科学部専任講師
- 1999年 杏林大学社会科学部助教授、同総合政策学部助教授
- 2004年 杏林大学外国語学部助教授
- 杏林大学外国語学部外国語学科教授
- 東京工科大学メディア学部教授（2010年現在）
- 2022年 国本女子中学校・高等学校校長

## 著書
主な著書は次の通りである

### 共著
- 『インターナショナル日本語・英語新辞典』、実教出版
- 『ジーニアス英和大辞典』、大修館書店
- 『英語の基礎学習』、数研出版